# 黑澤明
黑澤明（日语：／ Kurosawa Akira，1910年3月23日—1998年9月6日），法號為「映明院殿紘國慈愛大居士」，日本電影導演、編劇，是日本電影最具國際影響力的導演之一，也是日本近代電影史的重要人物，被譽為「電影界的莎士比亞」。其職業生涯橫跨近六十年，代表作包括《羅生門》、《七武士》、《大鏢客》、《天國與地獄》、《德蘇烏扎拉》、《影武者》、《亂》等。

## 生平簡介
1910年生於東京都品川區大井町，父親黑泽勇曾為職業军官。黑泽明在家中排行第七。1928年初中畢業時，興趣是繪畫與文學，特別是以无产阶级探討見長的俄國文學；二哥丙午於默片時代電影院擔任講評人職務，使他大量接觸電影後產生興趣。
他的專業為藝術及繪畫系，1936年加入日本東寶公司當副導演，同時也擔任編劇。1943年初次執導了電影《姿三四郎》。同年與日本女演員加藤喜代（藝名：矢口陽子）結婚，同年12月20日長子久雄誕生。
1950年的《羅生門》奪下威尼斯電影節金狮獎等幾項國際大獎令他聲名大噪，令國際开始關注日本電影。1952年的《生之慾》获得柏林影展特別獎（安慰獎），1954年的《七武士》获得威尼斯影展銀獅獎。1970年因根據山本周五郎的小說《沒有季節的小墟》改編的電影《電車狂》票房欠佳，1971年12月自殺未遂。1975年的《德蘇·烏札拉》获得奧斯卡最佳外語片奖。
1980年的《影武者》获得了坎城影展金棕榈奖和英國电影學院奖最佳導演獎等多个国际大奖。1985年的《亂》獲得英國电影學院奖最佳外語片和法国凯撒电影奖最佳外語片獎多个奖，同年被授予日本文化勋章及美國洛杉磯影評人協會終身成就獎。1978年執筆寫下自傳《蝦蟆的油》，1990年獲得奧斯卡終身成就獎。1998年獲得日本每日電影獎終身成就獎以及国民荣誉奖。1998年獲得藍絲帶獎終生成就獎，1999年以《一代鮮師》獲得芝加哥影評人協會獎最佳外語片獎。
1998年9月6日0時45分、黑澤明於東京都世田谷区成城的自家住宅因為腦中風逝世，享壽88歲。同年9月13日舉行告別式，包含岡本喜八、司葉子、谷口千吉、仲代達矢、香川京子、千秋実、侯孝賢等人在內約35000人出席。黑澤明因為生前無宗教信仰，過身後與先逝的妻子（1985年逝世）合葬在鎌倉市的安養院 (鎌倉市)，戒名「映明院殿紘國慈愛大居士」。

## 合作伙伴
在黑澤明的電影中，三船敏郎出演过16部，志村喬出演过21部，兩人都是黑澤明的御用演员，三人也被稱作鐵三角。三船敏郎本身興趣是攝影，本欲當攝影師，在誤打誤撞下被黑澤明看中成為演員，從此兩人合作無間，在50年代和60年代拍出多部经典佳片，三船敏郎也凭借1961年的《大鏢客》和1965年的《紅鬍子》兩度於威尼斯國際電影節上稱帝，《紅鬍子》也是兩人合作的最後一部電影。
志村喬作为一名优秀的性格演员，他主演的黑澤明電影以1952年的《生之慾》中的絕症課長和《七武士》裡的武士首領这两个角色最為人津津樂道。其他黑澤明常用的演員还有千秋實、藤原釜足、加東大介等，而擅演反派的仲代達矢則是黑澤明中後期電影演出陣容的中流砥柱。
黑澤明去世前曾給北野武寫了封簡訊，上面寫道：「北野，你幹得很不錯。如果沒有你，日本的電影的未來將會一片混沌。我希望你能記住我的託付，繼續發揚日本電影的傳統。」

## 风格与影响
黑澤明自己曾說他深受美國電影大師约翰·福特的影響，在敘事方式上擅用荷里活的经典叙事法来處理，所以他的電影和其他日本電影大師相比，更加融合了西方特色，因此較容易為西方觀眾所接受，1985年的《亂》就完全体现了他东西合壁的艺术表现力。
黑澤明之所以那麼受人尊崇，除了他执导才华出色外，通常他都兼任編劇、監制和剪接等數職，堪稱全面的電影制作人。因此，他对电影艺术天才的全能掌控力使得他对每齣作品都有严格的控制權，個人風格和表现效果能得以完全体现。
此外，電影故事的深度和拍攝手法的靈活運用也是他的成功所在。電影作为一門講求創意的藝術，黑澤明的電影就表現出了無窮創意，如在《七武士》中，他运用一系列的快鏡剪接和攝影變速來補足武士的戰鬥，让人看得十分過癮；而在《紅鬍子》中多次运用上深度鏡頭以突顯人物間的關係亦让人称赞。他的不少拍攝手法也常被不少後来的杰出電影人模仿，如喬治·盧卡斯的《星際大戰》系列，杜琪峰的《鎗火》以及遊戲《對馬戰鬼》等便活用不少黑澤明的拍攝手法。

## 電影作品及得獎紀錄年表

### 導演作品
| 上映年 | 作品名稱                                                         | 製作（發行）                                            | 剧本                                           | 主要演員 | 上映时长等                          |
| ------ | ---------------------------------------------------------------- | ------------------------------------------------------- | ---------------------------------------------- | --- | ----------------------------------- |
| 1943年 | 姿三四郎 Judo Story（Sanshiro Sugata）                           | 東寶                                                    | 黑澤明                                         | 大河内傳次郎、藤田進、月形龍之介、志村喬 | 79分/黑白/スタンダード              |
| 1944年 | 最美（美的尋求） 一番美しく The most beautiful                   | 東寶                                                    | 黑澤明                                         | 志村喬、清川莊司、入江たか子、矢口陽子 | 85分/黑白/スタンダード              |
| 1945年 | 續姿三四郎 Judo Story II（Sanshiro Sugata，PartⅡ）               | 東寶                                                    | 黑澤明                                         | 大河内傳次郎、藤田進、月形龍之介、河野秋武、轟夕起子、清川莊司、宮口精二、森雅之                                                             | 82分/黑白/スタンダード              |
| 1945年 | 踏虎尾的男人 虎の尾を踏む男達 They Who Tread on the Tiger’s Tail | 東寶                                                    | 黑澤明                                         | 大河内傳次郎、藤田進、榎本健一、仁科周芳（岩井半四郎）                                                                                       | 58分/黑白/スタンダード              |
| 1946年 | 創造未來的人 明日を作る人々                                      | 東寶                                                    | 山形雄策、山本嘉次郎                           | 藤田進、高峰秀子、薄田研二、森雅之、竹久千惠子、志村喬、鳥羽陽之助                                                                           | 82分/黑白/スタンダード              |
| 1946年 | 我於青春無悔 わが青春に悔なし No Regrets for Our Youth           | 東寶                                                    | 久板榮二郎                                     | 原節子、藤田進、杉村春子、大河内傳次郎、河野秋武、三好榮子、志村喬                                                                           | 110分/黑白/スタンダード             |
| 1948年 | 美麗的星期天 素晴らしき日曜日 One wonderful Sunday               | 東寶                                                    | 植草圭之助                                     | 沼崎勲、中北千枝子、渡邊篤、菅井一郎 | 108分/黑白/スタンダード             |
| 1948年 | 酩酊天使 醉いどれ天使 Drunken Angel                              | 東寶                                                    | 植草圭之助、黑澤明                             | 志村喬、三船敏郎、山本禮三郎、千石規子、中北千枝子、笠置シヅ子、久我美子                                                                     | 98分/黑白/スタンダード              |
| 1949年 | 靜靜的決鬥 静かなる決闘 The Quiet Duel                           | 大映                                                    | 黑澤明、谷口千吉                               | 三船敏郎、志村喬、千石規子、三條美紀、中北千枝子                                                                                             | 95分/黑白/スタンダード              |
| 1949年 | 野良犬 Stray Dog                                                 | 新東寶＝映畫藝術協會                                    | 黑澤明、菊島隆三                               | 三船敏郎、志村喬、木村功、山本禮三郎、淡路惠子、千石規子、三好榮子、千秋實                                                                   | 122分/黑白/スタンダード             |
| 1950年 | 醜聞 Scandal                                                     | 松竹＝映畫藝術協會                                      | 黑澤明、菊島隆三                               | 三船敏郎、山口淑子、志村喬、桂木洋子、北林谷榮、日守新一、左卜全、三井弘次                                                                   | 104分/黑白/スタンダード             |
| 1950年 | 羅生門 Rashomon （In the Grove）                                 | 大映                                                    | 黑澤明、橋本忍                                 | 三船敏郎、京町子、志村喬、森雅之、千秋實、上田吉二郎、加東大介、本間文子                                                                     | 88分/黑白/スタンダード              |
| 1951年 | 白痴 The Idiot                                                   | 松竹                                                    | 久板榮二郎、黑澤明                             | 原節子、森雅之、三船敏郎、久我美子、志村喬、千秋實、東山千榮子、千石規子                                                                     | 166分/黑白/スタンダード             |
| 1952年 | 生之慾 生きる Ikiru （To Live）                                  | 東寶                                                    | 黑澤明、橋本忍、小國英雄                       | 志村喬、日守新一、千秋實、小田切美喜、田中春男、中村伸郎、金子信雄、浦邊粂子、藤原釜足、左卜全、宮口精二、渡邊篤、伊藤雄之助                 | 143分/黑白/スタンダード             |
| 1954年 | 七武士 七人の侍 Seven Samurai                                    | 東寶                                                    | 黑澤明、橋本忍、小国英雄                       | 三船敏郎、志村喬、木村功、宮口精二、津島恵子、千秋實、藤原釜足、左卜全、稲葉義男、加東大介、高堂國典、土屋嘉男、東野英治郎                   | 207分/黑白/スタンダード             |
| 1955年 | 生者的紀錄 生きものの記録 Record of a Living Being               | 東寶                                                    | 橋本忍、小國英雄、黑澤明                       | 三船敏郎、志村喬、千秋實、東野英治郎、千石規子、清水將夫、根岸明美、三好榮子、左卜全、佐田豐                                                 | 113分/黑白/スタンダード             |
| 1957年 | 蜘蛛巢城 Throne of Blood                                         | 東寶                                                    | 小國英雄、橋本忍、菊島隆三、黑澤明             | 三船敏郎、山田五十鈴、志村喬、久保明、千秋實、太刀川洋一、浪花千榮子、佐佐木孝丸、高堂國典、稻葉義男                                         | 110分/黑白/スタンダード             |
| 1957年 | 深淵(沉淪) どん底 The Lower Depths                               | 東寶                                                    | 小國英雄、黑澤明                               | 三船敏郎、山田五十鈴、香川京子、千秋實、左卜全、藤原釜足、三井弘次、東野英治郎、渡邊篤                                                       | 125分/黑白/スタンダード             |
| 1958年 | 戰國英豪 隠し砦の三悪人 The Hidden Fortress                      | 東寶                                                    | 菊島隆三、小國英雄、橋本忍、黑澤明             | 三船敏郎、千秋實、藤田進、藤原釜足、志村喬、上原美佐、三好榮子、土屋嘉男、三井弘次、上田吉二郎                                               | 139分/黑白/シネマスコープ           |
| 1960年 | 懶夫睡漢 悪い奴ほどよく眠る The Bad Sleep Well                   | 東寶＝黑澤製作                                          | 小國英雄、久板榮二郎、黒澤明、菊島隆三、橋本忍 | 三船敏郎、香川京子、三橋達也、森雅之、志村喬、加藤武、西村晃、笠智衆、藤田進、藤原釜足、宮口精二、中村伸郎、三井弘次                         | 151分/黑白/シネマスコープ           |
| 1961年 | 大鏢客 用心棒 The Bodyguard（Yojimbo）                           | 東寶＝黑澤製作                                          | 菊島隆三、黑澤明                               | 三船敏郎、仲代達矢、加東大介、山茶花究、河津清三郎、山田五十鈴、司葉子、東野英治郎、澤村いき雄、志村喬、藤原釜足、夏木陽介                   | 110分/黑白/シネマスコープ           |
| 1962年 | 椿三十郎 Sanjuro                                                 | 東寶＝黑澤製作                                          | 菊島隆三、小國英雄、黑澤明                     | 三船敏郎、仲代達矢、小林桂樹、加山雄三、團令子、志村喬、藤原釜足、清水將夫、伊藤雄之助、入江鷹子、平田昭彥、田中邦衛                         | 96分/黑白/シネマスコープ            |
| 1963年 | 天國與地獄 High and Low                                          | 東寶＝黑澤製作                                          | 小國英雄、菊島隆三、久板榮二郎、黑澤明         | 三船敏郎、仲代達矢、香川京子、三橋達也、石山健二郎、木村功、加藤武、志村喬、山崎努、佐田豐、伊藤雄之助、中村伸郎、田崎潤、三井弘次           | 143分/黑白，部分彩色/シネマスコープ |
| 1965年 | 紅鬍子 赤ひげ Red Beard                                          | 東寶＝黑澤製作                                          | 井手雅人、小國英雄、菊島隆三、黑澤明           | 三船敏郎、加山雄三、山崎努、團令子、香川京子、桑野美雪、二木輝美、頭師佳孝、土屋嘉男、志村喬、笠智衆、田中絹代、内藤洋子、杉村春子、三井弘次 | 185分/黑白/シネマスコープ           |
| 1970年 | 電車狂 どですかでん Clickety-Clack（Dodeskaden）                 | 四騎會＝東寶                                            | 黑澤明、松江陽一                               | 頭師佳孝、菅井金、三波伸介、伴淳三郎、芥川比呂志、奈良岡朋子、加藤和夫、渡邊篤、井川比佐志、田中邦衛、楠侑子、松村達雄、三谷昇、三井弘次     | 140分/彩色/スタンダード             |
| 1975年 | 德蘇烏扎拉 デルス・ウザーラ Dersu Uzala                          | 莫斯科電影製片廠                                        | 黑澤明、尤利·納吉賓                            | 尤利・薩羅敏、馬克西姆・穆祖克、蘇伊曼庫爾·喬克莫洛夫、弗拉基米爾·克里梅納、斯韋特蘭娜・達尼爾前口                                           | 141分/彩色/70ミリ・ワイド           |
| 1980年 | 影武者 Shadow Warrior（Kagemusha）                               | 東寶＝黑澤製作                                          | 黑澤明、井手雅人                               | 仲代達矢、山崎努、隆大介、萩原健一、根津甚八、大瀧秀治、油井昌由樹、桃井かおり、倍賞美津子、室田日出男、志村喬                               | 179分/彩色/ビスタビジョン           |
| 1985年 | 亂 Chaos（Ran）                                                  | 格林威治製片＝Herald Ace                                | 黑澤明、井手雅人                               | 仲代達矢、寺尾聰、隆大介、根津甚八、原田美枝子、宮崎美子、野村武司、井川比佐志、池畑慎之介、油井昌由樹、植木等                               | 162分/彩色/ビスタビジョン           |
| 1990年 | 夢 Dreams                                                        | 黑澤製作                                                | 黑澤明                                         | 寺尾聰、倍賞美津子、原田美枝子、井川比佐志、碇矢長介、伊崎充則、笠智衆、頭師佳孝、根岸季衣、馬丁·斯科塞斯                                    | 120分/彩色/ビスタビジョン           |
| 1991年 | 八月狂想曲 八月の狂詩曲 Rhapsody In August                       | 黑澤製作＝FFE（フィーチャーフィルムエンタープライズII） | 黑澤明                                         | 村瀨幸子、吉岡秀隆、大寶智子、鈴木美惠、伊崎充則、井川比佐志、根岸季衣、李察·基爾                                                            | 97分/彩色/ビスタビジョン            |
| 1993年 | 一代鮮師（裊裊夕陽情） まあだだよ Not Yet（Madadayo）            | 大映＝電通＝黑澤製作                                    | 黑澤明                                         | 松村達雄、香川京子、井川比佐志、所喬治、油井昌由樹、寺尾聰、小林亞星、日下武史                                                               | 134分/彩色/ビスタビジョン           |

### 1940年代
- 姿三四郎Judo Story（Sanshiro Sugata）（1943年）
- 最美（美的尋求） The most beautiful （1944年）
- 續姿三四郎 Judo Story II（Sanshiro Sugata，PartⅡ）（1945年）
- 踏虎尾的男人 They Who Tread on the Tiger's Tail （1945年）
- 我於青春無悔 No Regrets for Our Youth (1946年)
- 美麗的星期天 One wonderful Sunday （1947年）－日本每日電影獎最佳導演獎
- 酩酊天使 Drunken Angel （1948年）－日本每日電影獎最佳影片獎、電影旬報年度最佳影片
- 靜靜的決鬥 The Quiet Duel （1949年）
- 野良犬 Stray Dog （1949年）

### 1950年代
- 醜聞 Scandal （1950年）
- 羅生門 In the Woods（Rashomon）（1950年）－威尼斯影展金獅獎、威尼斯影展義大利人影評獎、美國國家評論獎
- 白痴 The Idiot （1951年）
- 生之慾 To Live（Ikiru）（1952年）－日本每日映畫賞最佳影片獎、電影旬報年度最佳影片、柏林影展柏林參議院特別獎
- 七武士 Seven Samurai （1954年）－威尼斯影展銀獅獎
- 生者的紀錄 Record of a Living Being （1955年）
- 蜘蛛巢城 Throne of Blood （1957年）
- 深淵(沉淪) The Lower Depths （1957年）
- 戰國英豪 The Hidden Fortress（1958年）

### 1960年代
- 懶夫睡漢 The Bad Sleep Well （1960年）
- 大鏢客 The Bodyguard（Yojimbo）（1961年）
- 椿三十郎 Sanjuro （1962年）
- 天國與地獄 High and Low （1963年）－日本每日映畫最佳影片獎
- 紅鬍子 Red Beard （1965年）－日本每日映畫賞最佳影片獎、威尼斯影展OCIC Award、電影旬報年度最佳影片以及電影旬報年度最佳導演；藍絲帶賞最佳影片

### 1970年代
- 電車狂（日语：どですかでん） Clickety-Clack（Dodeskaden）（1970年）
- 德蘇·烏札拉 Dersu Uzala（1975年）－ 莫斯科國際電影節費比西獎、莫斯科國際電影節金牌獎、法國電影評論協會獎、奧斯卡金像獎最佳外語片、義大利電影金像獎最佳外語片

### 1980年代
- 影武者 Shadow Warrior（Kagemusha）（1980年）－坎城影展金棕榈奖 、報知映畫賞最佳影片獎、每日映畫賞最佳影片獎以及每日映畫賞最佳導演獎；義大利電影金像獎最佳外語片、法國凱撒獎最佳外語片、藍絲帶賞最佳影片、英國影藝學院最佳導演獎
- 亂 Chaos（Ran）（1985年）－聖賽巴斯丁影展OCIC Award、美國國家評論獎；日本每日映畫賞最佳導演獎、每日映畫賞最佳影片獎、義大利電影金像獎最佳外語片、法国凯撒电影奖最佳外語片、藍絲帶賞最佳影片、英國影藝學院最佳外語片獎

### 1990年代
- 夢 Dreams （1990年）
- 八月狂想曲 Rhapsody In August （1991年）
- 一代鮮師 Not Yet（Madadayo）（1993年）

## 外部連結
- 黑澤明在互联网电影资料库（IMDb）上的資料（英文）
- 黑澤明在豆瓣上的资料（简体中文）
- 黑澤明的世界－日文（页面存档备份，存于）
- Akira Kurosawa News and Information（页面存档备份，存于）
- 作品封面一覽
- IMDB上的介绍（页面存档备份，存于）
- 黑澤明電影劇情簡介（页面存档备份，存于）
- 逝世10年 黑澤明特輯
- 黒澤明.com Akira Kurosawa portal
- 黑澤明的電影文化（页面存档备份，存于）
- 黑泽明的电影与人生